# Geek Toys
Geek Toys Inc. (Nhật: 株式会社ギークトイズ Hepburn: Kabushiki-gaisha Gīku Toizu) là một hãng sản xuất phim hoạt hình Nhật Bản ở Nakano, Tokyo.

## Lịch sử
Geek Toys được thành lập tại phía Nam quận Kōenji, Tokyo vào tháng 10 năm 2017. Đây là một công ty con của Geek Pictures Inc. Vào tháng 2 năm 2020, Geek Toys chuyển nơi đặt trụ sở đến Nakano, Tokyo. Vào ngày 3 tháng 7 năm 2023, Geek Toys thông báo họ đã sáp nhập với công ty mẹ, Geek Pictures vào ngày 1 tháng 7 cùng năm. Geek Pictures là công ty vẫn còn tồn tại, đồng thời kế thừa hoạt động kinh doanh, các quyền và nghĩa vụ của Geek Toys.

## Tác phẩm

### Anime truyền hình
| Năm  | Tựa đề                                                     | Ngày phát sóng | Ngày phát sóng | Đạo diễn                   | Số tập | Ghi chú                                                                         |
| Năm  | Tựa đề                                                     | Bắt đầu        | Kết thúc       | Đạo diễn                   | Số tập | Ghi chú                                                                         |
| ---- | ---------------------------------------------------------- | -------------- | -------------- | -------------------------- | ------ | ------------------------------------------------------------------------------- |
| 2018 | RErideD: Derrida, who leaps through time                   | 3 tháng 10     | 19 tháng 12    | Satō Takuya                | 12     | Tác phẩm gốc.                                                                   |
| 2019 | Kawaikereba hentai demo suki ni natte kuremasuka?          | 8 tháng 7      | 23 tháng 9     | Imazaki Itsuki             | 12     | Chuyển thể từ light novel của Hanama Tomo.                                      |
| 2020 | Plunderer                                                  | 8 tháng 1      | 24 tháng 6     | Kanbe Hiroyuki             | 24     | Chuyển thể từ manga của tác giả Minazuki Suu.                                   |
| 2022 | Gensou Sangokushi: Tengen Reishinki                        | 11 tháng 1     | 29 tháng 3     | Machitani Shunsuke         | 12     | Dựa trên trò chơi điện tử Fantasia Sango của nhà phát triển UserJoy Technology. |
| 2022 | Date A Live IV                                             | 8 tháng 4      | 24 tháng 6     | Nakagawa Jun               | 12     | Phần tiếp theo của Date A Live III.                                             |
| 2023 | Ningen Fushin no Boukensha-tachi ga Sekai o Sukuu You desu | 10 tháng 1     | 28 tháng 3     | Imazaki Itsuki             | 12     | Dựa theo bộ light novel của Fuji Shinta.                                        |
| 2023 | Dead Mount Death Play                                      | 11 tháng 4     | 26 tháng 12    | Ono Manabu                 | 24     | Chuyển thể từ manga cùng tên của Narita Ryougo.                                 |
| 2023 | Liar Liar                                                  | 8 tháng 7      | 23 tháng 9     | Ono Satoru, Matsuura Naoki | 12     | Dựa theo bộ light novel cùng tên của Kuō Haruki.                                |
| 2023 | Migi & Dali                                                | 2 tháng 10     | 25 tháng 12    | Mankyū                     | 13     | Chuyển thể từ manga của Sano Nami. Đồng sản xuất với Frontier Engine.           |
| 2024 | Date A Live V                                              | 10 tháng 4     | 26 tháng 6     | Nakagawa Jun               | 12     | Phần tiếp theo của Date A Live IV.                                              |
| 2025 | Salaryman ga Isekai ni Ittara Shitennō ni Natta Hanashi    | tháng 1        |                | Fukuda Michio              |        | Chuyển thể từ manga Benigashira viết và Muramitsu minh họa.                     |

### Phim anime điện ảnh
| Tựa đề                            | Đạo diễn     | Ngày công chiếu   | Thời lượng | Ghi chú                                                                                 |
| --------------------------------- | ------------ | ----------------- | ---------- | --------------------------------------------------------------------------------------- |
| Date A Bullet: Dead or Bullet     | Nakagawa Jun | 14 tháng 8, 2020  | 24 phút    | Dựa trên light novel Date A Live Fragment: Date A Bullet, một spin-off của Date A Live. |
| Date A Bullet: Nightmare or Queen | Nakagawa Jun | 13 tháng 11, 2020 | 29 phút    | Phần tiếp theo của Date A Bullet: Dead or Bullet.                                       |